# 工芸学科
工芸学科（こうげいがっか）は、工芸についての教育研究を目的とした大学の学科の一つである。美術・芸術・造形学部などには「工芸学科」があるほか大学によっては「工芸科」もあるが、工芸品などのほか、専攻によってはアクセサリーデザインや染織やテキスタイルデザインなどを中心に学ぶ。

## 工芸に関連した学科や専攻を置く大学

### 4年制大学
- 星槎道都大学 美術学部 デザイン学科 アート専攻工芸コース
- 東北芸術工科大学 芸術学部 工芸デザイン学科
- 東北芸術工科大学 芸術学部 美術科 工芸コース
- 東北芸術工科大学 芸術学部 美術科 テキスタイルコース
- 文星芸術大学 美術学部 美術学科 デザイン専攻 工芸分野
- 東京藝術大学 美術学部 工芸学科
- 多摩美術大学 美術学部 工芸学科
- 多摩美術大学 美術学部 生産デザイン学科 テキスタイルデザイン専攻
- 東京造形大学 造形学部 デザイン学科 テキスタイルデザイン専攻
- 武蔵野美術大学 造形学部 工芸工業デザイン学科 クラフトデザイン専攻
- 横浜美術大学 美術学部 美術・デザイン学科 クラフトコース
- 横浜美術大学 美術学部 美術・デザイン学科 テキスタイルデザインコース
- 女子美術大学 芸術学部 デザイン・工芸学科 工芸専攻
- 長岡造形大学 造形学部 美術・工芸学科
- 富山大学 芸術文化学部 芸術文化学科 工芸領域
- 金沢美術工芸大学 美術工芸学部 工芸学科
- 愛知県立芸術大学 美術学部 デザイン・工芸学科
- 名古屋芸術大学 芸術学部 芸術学科 デザイン領域 テキスタイルデザインコース
- 名古屋芸術大学 芸術学部 芸術学科 デザイン領域 メタル＆ジュエリーデザインコース
- 京都市立芸術大学 美術学部 工芸科
- 京都芸術大学 芸術学部 美術工芸学科 染織テキスタイルコース
- 京都精華大学 芸術学部 造形学科 テキスタイル専攻
- 京都精華大学 芸術学部 造形学科 陶芸専攻
- 京都美術工芸大学 工芸学部 美術工芸学科
- 嵯峨美術大学 芸術学部 デザイン学科 染織・テキスタイル領域
- 岡山県立大学 デザイン学部 工芸工業デザイン学科
- 広島市立大学 芸術学部 デザイン工芸学科
- 九州産業大学 芸術学部 生活環境デザイン学科 工芸デザイン専攻
- 佐賀大学 芸術地域デザイン学部 芸術地域デザイン学科 芸術表現コース
- 沖縄県立芸術大学 美術工芸学部 デザイン工芸学科 工芸専攻

### 短期大学
- 会津大学短期大学部 産業情報学科 デザイン情報コース クラフト分野
- 女子美術大学短期大学部 造形学科 デザインコース
- 金城大学短期大学部 美術学科 染色・陶芸コース
- 奈良芸術短期大学 美術科 陶芸コース
- 奈良芸術短期大学 美術科 染織コース
- 奈良芸術短期大学 美術科 クラフトデザインコース
- 比治山大学短期大学部 美術科 工芸デザインコース
- 九州産業大学造形短期大学部 造形芸術学科 陶芸系
- 九州産業大学造形短期大学部 造形芸術学科 ファッション・テキスタイル系